# Аварски хаганат
Аварският хаганат е държава (хаганат) на аварите - народ, нахлул през VI век от Източна Европа и Централна Азия в Централна Европа - просъществувала в Панония и съседните земи от около 562 година до края на VIII век. Аварите са различна етническа група от т.нар. аварци (кавказки авари).

## Походи на аварите
Ранната история на аварите е свързана със съперничество със славянската племенна група анти и с племената на гьотурките, под натиска на които аварите се преселват от евразийските степи в западна посока, в търсене на по-сигурни територии. Според летописеца Теофан Изповедник:
| „ | През същата година дошъл във Византия странен народ, наречен авари. И целият град се стекъл да ги гледа, понеже не били виждали такъв народ. Защото те имали отзад много дълги коси, вързани с панделки и плетени, а останалата им носия била подобна на другите хуни. Те като избягали от своята земя дошли в областта Скития и Мизия и изпратили пратеници при Юстиниан с молба да ги приеме. | “ |

Аварският хаганат е основан през 562 година от владетеля Баян, който е съюзник на прабългарския хан Заберган. Съставът на населението впоследствие е предимно с произход от аварите и прабългарите, а военачалниците и войската на хаганата в голяма своя част от са прабългари. Монемвасийската хроника директно твърди, че аварите произхождат от прабългарите: „Аварите били по род хунски и български народ“. В Аварския хаганат живеят освен прабългари (част от прабългарските племена кутригури и оногури), също и редица славянски племена (по-известни в това отношение са дулебите), които често участват в походите на аварите и с времето се смесват с тях и ги изместват в поселенията им или остават в завладените и след това напуснати от тях области. Конкретно в земите на Византия походите на аварите отслабват местните сили и улесняват заселването на славяните там.
При идването си по поречието на река Дунав аварите и съюзните им племена отначало се споразумяват с Византия и стават нейни федерати, воювайки в нейна защита срещу номадските племена от земите, станали по-късно известни като Украйна. След разгрома на тези противници, аварите търсят задълбочаване на съюза с Империята, повишаване на изплащаните им парични дарове (описвани като "данък") и настояват за предоставяне на земи за заселване на юг от Дунав, но им е отказано от император Юстиниан I и те предприемат поход в земите на Тюрингия, който завършва катастрофално за тях от крал Сигиберт I от Австразия. Връщат се на Изток, но след нов отказ на земи от император Юстин II пак нахлуват на Запад и този път побеждават франкския крал. Затвърждават положението си, като се съюзяват с лонгобардите (ломбардите) срещу гепидите и съвместно ги разбиват, първите печелейки възможност да се заселят в Северна Италия, а вторите - в Панония (в земите на по-късните Унгария и Австрия и отчасти - на Югославия). В последвалата Обсада на Сирмиум от 582 г., при император Тиберий II, аварски войски превземат и разрушават града, бранен от гепиди и византийци. Междувременно през 578 година, в съюз с Източната Римска империя, аварите разгромяват живеещите в Дакия племена. Отначало при император Тиберий II аварите отново са в съюз с Византия - срещу славяните в Илирик - но по-късно са им врагове. През 583 година е превзет Сингидунум. През 586 година аварите воюват с Империята и техни войски, в които участват славяни и прабългари, обсаждат град Солун. През 597 г. аварите завземат Далмация, която след това е заселена от предците на хърватите. После аварите напредват и към Черноморието и по река Драва. Значим опит да се противопостави на авари и славяни предприема император Маврикий, но войските му вдигат бунт и поставят на негово място стотника Фока (602 г.).
Най-големия си разцвет Аварската държава постига през VII век, когато територията ѝ се е разпростира на север от Дунав – между Черно море и Алпите, а на Север достига до поречието на река Елба. По същото време започват и упадъкът и разпадането на държавата им. Един от първите удари по единството й е основаването на т.нар. Държава на Само. При управлението на император Ираклий през 616 г. авари и славяни обсаждат Солун, а през 626 г. - Константинопол, действайки в подкрепа на персийците от Сасанидската империя, но са победени и се оттеглят след сериозно разцепление в редиците си. През 631 – 632 година възниква конфликт и борба за власт между аварите и прабългарите - кутригури и утигури - в Аварския хаганат. В резултат на това значителна група кутригури се изселва от Панония и Илирия, под водачеството на Алцек.

## Аварите и хан Крум
От 791 година Аварският хаганат е подложен на силен натиск от страна на Франкското кралство на Карл Велики и през 796 година е изтощен, отчасти покорен, но не и напълно победен. Кан Крум, според свидетелство от XI век и византийския сборник от X век „Свидас“ ("Суда") - принадлежащ към рода Дуло, се възползва от обстоятелствата и според историческите източници „унищожил съвършено аварите“ (803 – 814 година), включвайки ги в пределите на Първата българска държава, с което установява и българо-франкска граница в Панония. В „Свидас“ нравоучително се описва причините за унищожението на Аварския каганат така: „...Същите българи унищожили аварите. Попита Крум аварските пленници: „От какво, мислите, че загина началникът (архонтът) ви и всичкият народ?“ И те отговорили: „От това, че се умножиха взаимните обвинения, загинаха по-храбрите и по-умните; после несправедливите и крадците станаха съучастници със съдиите; после от пиянството, защото, като се умножи виното, всички станаха пияници; после – от подкупничеството; после – от търговията, защото всички като станаха търговци, взаимно се мамеха. И наистина погибел произлезе от това“. Според българската историография известните „Крумови закони“, общи закони, предназначени да заменят местните правни и обичайни норми на населението на България по това време, са съставени именно въз основа на поуките от споделеното от покорените авари за беззаконието, предизвикало упадъка и изчезването на тяхната държава. Целта на Крумовите закони е и да се приобщят покорените авари, те са и сред първите стъпки към изграждането на единна българска народност. Впоследствие аварите са окончателно заменени от славянски заселници, подложени са на асимилация от българи и франки и изчезват като самостоятелна народност. Последните оцелели относително независими авари в Панония вероятно са асимилирани от унгарците.